# Hôtel de Miravail
L'hôtel de Miravail est un hôtel situé à Mane, en France.

## Localisation
L'hôtel est situé sur la commune de Mane, dans le département français des Alpes-de-Haute-Provence.

## Historique
L'édifice est inscrit et classé au titre des monuments historiques en 1977.